# Leuglay
Leuglay is een gemeente in het Franse departement Côte-d'Or (regio Bourgogne-Franche-Comté) en telt 366 inwoners (2004). De plaats maakt deel uit van het arrondissement Montbard.

## Geografie
De oppervlakte van Leuglay bedraagt 24,9 km², de bevolkingsdichtheid is 14,7 inwoners per km².
De onderstaande kaart toont de ligging van Leuglay met de belangrijkste infrastructuur en aangrenzende gemeenten.

## Demografie
Onderstaande figuur toont het verloop van het inwonertal (bron: INSEE-tellingen).